# Could You
Could You ist ein Pop-Rocksong der estnischen Sängerin Maarja aus dem Jahr 2006. Es ist ihre erste Veröffentlichung nach ihrem Ausstieg aus der Band Vanilla Ninja 2004.

## Produktion
Could You wurde von David Brandes produziert, der sich zuvor für die zwei Studioalben von Vanilla Ninja Traces of Sadness (2004) und Blue Tattoo (2005) verantwortlich zeigte. Musik und Text stammen von Brandes und Steve Brooklyn. Regisseur beim Dreh des Musikvideos war Sascha Kramer.

## Veröffentlichung
Die Single erschien am 20. Januar 2006 in Deutschland, Österreich und in der Schweiz als 2-Track-Single und Maxi-Single mit verschiedenen Versionen des Songs inklusive des Musikvideos durch Brandes Label Icezone Music.
Um das Lied zu promoten, trat Maarja bei den Apres Ski Hits 2006 auf. Zudem erschien der Song auf der Kompilation zur Sendung. Diese schaffte es in Österreich und der Schweiz auf die Plätze zwei und drei der Charts.

## Chartplatzierungen
In Deutschland stieg das Stück am 3. Februar 2006 auf Rang 47 ein und fiel am 17. März nach sieben Wochen aus den deutschen Singlecharts heraus. In der Schweizer Hitparade konnte Could You auf Platz 35 einsteigen und verließ die Charts nach fünf Wochen.